# جون ويليام بوتير
جون ويليام بوتير (بالإنجليزية: John William Potter)‏ هو قاضي ومحامي وسياسي أمريكي، ولد في 25 أكتوبر 1918 في توليدو في الولايات المتحدة، وتوفي بنفس المكان في 3 أكتوبر 2013.